# Phare d'Orford Ness
Le phare d'Orford Ness est un phare situé sur le cordon littoral d'Orford Ness (en), une réserve naturelle attenante à la ville d'Orford, dans le comté du Suffolk en Angleterre.
Ce phare était géré par le Trinity House Lighthouse Service à Londres, l'organisation de l'aide maritime des côtes de l'Angleterre, jusqu'au 1er juillet 1976.
Il est maintenant protégé en tant que monument classé du Royaume-Uni de Grade II depuis 2008.

## Histoire
Les premières lumières de cette zone ont été construites en 1637. C'était une paire de phare en bois. Ils ont été remplacés en 1780 par une paire de tours en brique. À peine une douzaine d'années plus tard, la lumière basse (low Light) trop près de la mer s'est effondré peu de temps après en raison de l'érosion rapide de la côte. En 1792, anticipant cette fatalité pour l'autre tour, le propriétaire lord Braybrooke construisit une nouvelle lumière haute (Hight Light) dans une position plus protégée. C'est le phare qui se dresse encore aujourd'hui. L'ancienne lumière haute fonctionna alors comme la nouvelle «lumière basse», jusqu'à ce qu'elle soit emportée par l'érosion en 1887. Elle n'a pas été remplacée de nouveau. Au lieu de cela, en 1888, les secteurs rouge et vert ont été ajoutés à la lumière haute du phare existant.
Le phare a été modernisé en 1914. Un nouveau système optique rotatif a été installé (qui est resté en service pendant 99 ans). Une nouvelle lumière supplémentaire a été installée avec des lentilles fixes à un niveau inférieur sous la lanterne, émettant des lumières de secteur par l'une des fenêtres de la tour. Le phare a été électrifié en 1959 et en 1964 il est devenu le premier phare à être surveillé par la télémesure par Trinity House de Harwich, inaugurant un processus d'automatisation des phares d'Angleterre durant les 35 années suivantes. Les gardiens ont été retirés de Orfordness l'année suivante, en 1965.
Le phare a été désaffecté le 27 juin 2013, en raison de l'érosion constante de la mer. Les équipements électriques modernes et les matières dangereuses (mercure) ont été enlevés. Trinity House a augmenté la puissance de la lumière du phare de Southwold pour compenser la fermeture du phare d'Orfordness. Celui-ci a été démoli de juillet à août 2020.
Identifiant : ARLHS : ENG-096 - Amirauté : A2258- NGA : 1564 .

### Lien connexe
- Liste des phares en Angleterre